# Campeonato Mundial de Karate de 2012

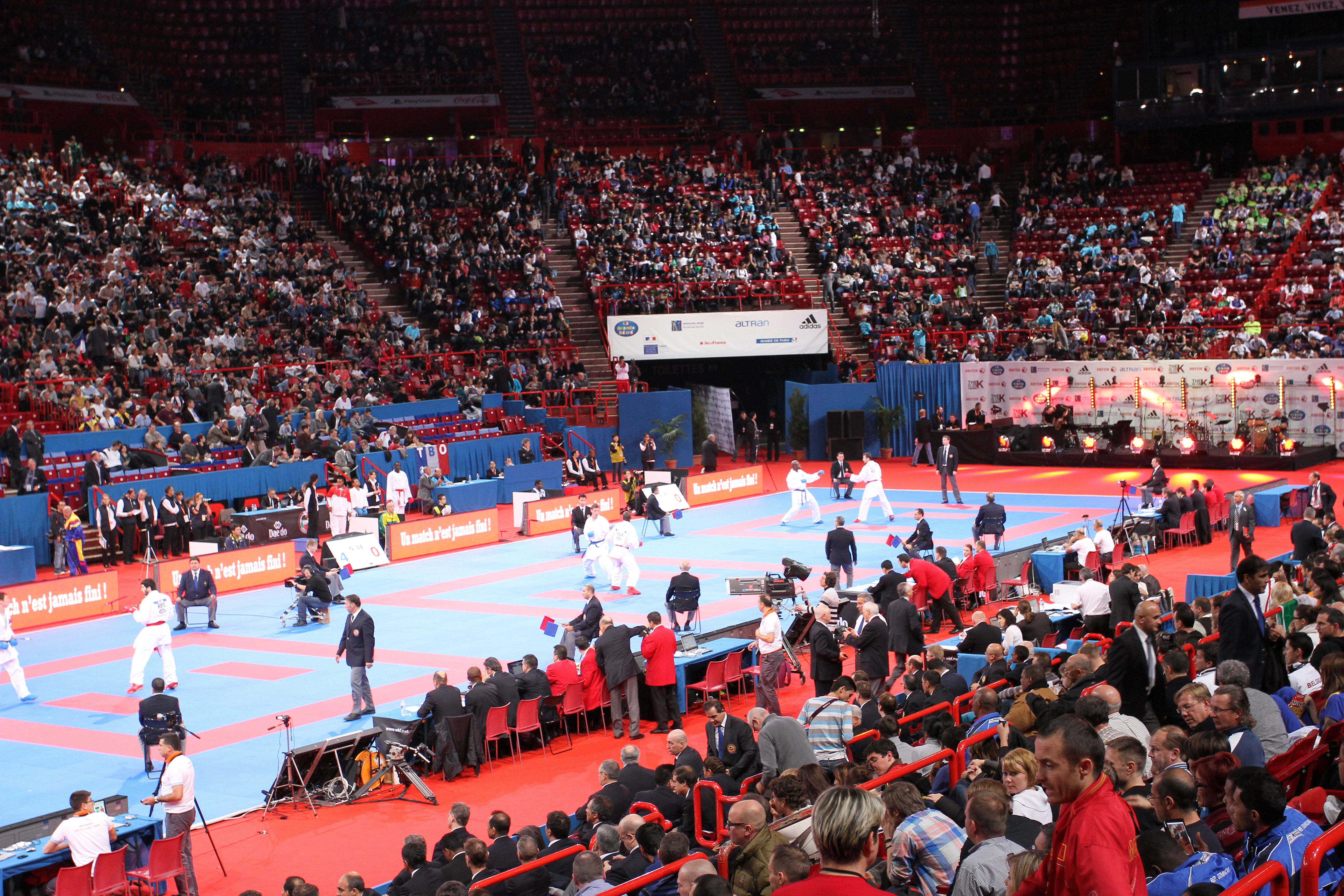
Campeonato del mundo de karate WKF 2012 en París (Palais Omnisport Paris-Bercy).

El Campeonato Mundial de Karate de 2012 fue la versión número 21 del torneo más importante del karate a nivel mundial.

## Ganadores

### Masculino
| Evento             | Oro | Plata | Bronce |
| ------------------ | --- | --- | --- |
| Kata individual    | Antonio Díaz · Venezuela ·                                                                                  | Vu Duc Minh Dack Francia                                                                                          | Luca Valdesi · Italia ·                                                                                               |
| Kata individual    | Antonio Díaz · Venezuela ·                                                                                  | Vu Duc Minh Dack Francia                                                                                          | Ryo Kiyuna Japón |
| Kata por equipos   | Japón Koji Arimoto Takato Soma Takumi Sugino                                                                | Italia · Luca Valdesi · Vincenzo Figuccio · Lucio Maurino                                                         | Francia Jonathan Plagnol Romain Lacoste Jonathan Maruani Johan Archiles                                               |
| Kata por equipos   | Japón Koji Arimoto Takato Soma Takumi Sugino                                                                | Italia · Luca Valdesi · Vincenzo Figuccio · Lucio Maurino                                                         | Egipto · Ibrahim Magdy · Mustafa Ibrahim · Ahmed Ashraf                                                               |
| Kumite −60 kg      | Amir Mehdizadeh Irán                                                                                        | Douglas Brose · Brasil ·                                                                                          | Mohamed Gamal · Egipto ·                                                                                              |
| Kumite −60 kg      | Amir Mehdizadeh Irán                                                                                        | Douglas Brose · Brasil ·                                                                                          | Marko Antić Serbia |
| Kumite −67 kg      | Magdy Mamdouh · Egipto ·                                                                                    | Saeid Ahmadi Irán                                                                                                 | Brian Ramrup Estados Unidos                                                                                           |
| Kumite −67 kg      | Magdy Mamdouh · Egipto ·                                                                                    | Saeid Ahmadi Irán                                                                                                 | William Rolle Francia                                                                                                 |
| Kumite −75 kg      | Luigi Busà · Italia ·                                                                                       | Rafael Aghayev Azerbaiyán                                                                                         | Oualid Bouabaoub Argelia                                                                                              |
| Kumite −75 kg      | Luigi Busà · Italia ·                                                                                       | Rafael Aghayev Azerbaiyán                                                                                         | Ko Matsuhisa Japón |
| Kumite −84 kg      | Kenji Grillon Francia                                                                                       | Ryutaro Araga Japón                                                                                               | Yavuz Karamollaoğlu Turquía                                                                                           |
| Kumite −84 kg      | Kenji Grillon Francia                                                                                       | Ryutaro Araga Japón                                                                                               | Aykhan Mamayev Azerbaiyán                                                                                             |
| Kumite +84 kg      | Enes Erkan Turquía                                                                                          | Shahin Atamov Azerbaiyán                                                                                          | Khalid Khalidov · Kazajistán ·                                                                                        |
| Kumite +84 kg      | Enes Erkan Turquía                                                                                          | Shahin Atamov Azerbaiyán                                                                                          | Stefano Maniscalco · Italia ·                                                                                         |
| Kumite por equipos | Francia Mathieu Cossou Nadir Benaissa Kenji Grillon Ibrahim Gary Azdin Rghioui Salim Bendiab Logan Da Costa | Turquía Enes Erkan Yücel Gündoğdu Murat Salih Kurnaz Yaser Şahintekin Gökhan Gündüz Mustafa Utku Şahin Aykut Usda | Irán Maziar Elhami Saeid Farrokhi Zabihollah Poursheib Ebrahim Hassanbeigi Saman Heidari Ali Fadakar Sajjad Ganjzadeh |
| Kumite por equipos | Francia Mathieu Cossou Nadir Benaissa Kenji Grillon Ibrahim Gary Azdin Rghioui Salim Bendiab Logan Da Costa | Turquía Enes Erkan Yücel Gündoğdu Murat Salih Kurnaz Yaser Şahintekin Gökhan Gündüz Mustafa Utku Şahin Aykut Usda | Egipto · Hany Shakr · Ahmed Sayed · Ossama Abdelaziz · Sayed Salem · Mohamed Gamal · Magdy Mamdouh · Omar Ahmed       |

### Femenino
| Evento             | Oro                                                               | Plata                                                                   | Bronce                                                              |
| ------------------ | ----------------------------------------------------------------- | ----------------------------------------------------------------------- | ------------------------------------------------------------------- |
| Kata individual    | Rika Usami Japón                                                  | Sandy Scordo Francia                                                    | Sakura Kokumai Estados Unidos                                       |
| Kata individual    | Rika Usami Japón                                                  | Sandy Scordo Francia                                                    | Yaiza Martín · España ·                                             |
| Kata por equipos   | Japón Yoko Kimura Suzuka Kashioka Miku Morioka                    | Italia · Sara Battaglia · Viviana Bottaro · Michela Pezzetti            | España · Yaiza Martín · Margarita Morata · Sonia García             |
| Kata por equipos   | Japón Yoko Kimura Suzuka Kashioka Miku Morioka                    | Italia · Sara Battaglia · Viviana Bottaro · Michela Pezzetti            | Francia Sonia Fiuza Clothilde Boulanger Jessica Hugues              |
| Kumite −50 kg      | Alexandra Recchia Francia                                         | Li Hong China                                                           | Serap Özçelik Turquía                                               |
| Kumite −50 kg      | Alexandra Recchia Francia                                         | Li Hong China                                                           | Ana Villanueva · República Dominicana ·                             |
| Kumite −55 kg      | Lucie Ignace Francia                                              | Jelena Kovačević · Croacia ·                                            | Yassmin Hamdy · Egipto ·                                            |
| Kumite −55 kg      | Lucie Ignace Francia                                              | Jelena Kovačević · Croacia ·                                            | Miki Kobayashi Japón                                                |
| Kumite −61 kg      | Lolita Dona Francia                                               | Boutheina Hasnaoui Túnez                                                | Elena Quirici · Suiza ·                                             |
| Kumite −61 kg      | Lolita Dona Francia                                               | Boutheina Hasnaoui Túnez                                                | Yu Miyamoto Japón                                                   |
| Kumite −68 kg      | Kayo Someya Japón                                                 | Hafsa Şeyda Burucu Turquía                                              | Heba Abdelrahman · Egipto ·                                         |
| Kumite −68 kg      | Kayo Someya Japón                                                 | Hafsa Şeyda Burucu Turquía                                              | Tiffany Fanjat Francia                                              |
| Kumite +68 kg      | Nadège Aït-Ibrahim Francia                                        | Greta Vitelli · Italia ·                                                | Ayumi Uekusa Japón                                                  |
| Kumite +68 kg      | Nadège Aït-Ibrahim Francia                                        | Greta Vitelli · Italia ·                                                | Eleni Chatziliadou · Grecia ·                                       |
| Kumite por equipos | Francia Tiffany Fanjat Lolita Dona Alexandra Recchia Emilie Thouy | Croacia · Maša Martinović · Azra Saleš · Ana-Marija Čelan · Ivona Tubić | Turquía Serap Özçelik Tuba Yenen Meltem Hocaoğlu Hafsa Şeyda Burucu |
| Kumite por equipos | Francia Tiffany Fanjat Lolita Dona Alexandra Recchia Emilie Thouy | Croacia · Maša Martinović · Azra Saleš · Ana-Marija Čelan · Ivona Tubić | Japón Miki Kobayashi Yu Miyamoto Kayo Someya Ayumi Uekusa           |

## Medallero
| Núm.  | País                 | Oro | Plata | Bronce | Total |
| ----- | -------------------- | --- | ----- | ------ | ----- |
| 1     | Francia              | 7   | 2     | 4      | 13    |
| 2     | Japón                | 4   | 1     | 6      | 11    |
| 3     | Italia               | 1   | 3     | 2      | 6     |
| 4     | Turquía              | 1   | 2     | 3      | 6     |
| 5     | Irán                 | 1   | 1     | 1      | 3     |
| 6     | Egipto               | 1   | 0     | 5      | 6     |
| 7     | Venezuela            | 1   | 0     | 0      | 1     |
| 8     | Azerbaiyán           | 0   | 2     | 1      | 3     |
| 9     | Croacia              | 0   | 2     | 0      | 2     |
| 10    | Brasil               | 0   | 1     | 0      | 1     |
| 10    | China                | 0   | 1     | 0      | 1     |
| 10    | Túnez                | 0   | 1     | 0      | 1     |
| 13    | España               | 0   | 0     | 2      | 2     |
| 13    | Estados Unidos       | 0   | 0     | 2      | 2     |
| 15    | Argelia              | 0   | 0     | 1      | 1     |
| 15    | Grecia               | 0   | 0     | 1      | 1     |
| 15    | Kazajistán           | 0   | 0     | 1      | 1     |
| 15    | República Dominicana | 0   | 0     | 1      | 1     |
| 15    | Serbia               | 0   | 0     | 1      | 1     |
| 15    | Suiza                | 0   | 0     | 1      | 1     |
| Total | Total                | 16  | 16    | 32     | 64    |